# حسام عيتاني
حسام عيتاني (مواليد بيروت 1965) هو صحافي وباحث وكاتب لبناني، يشغل حالياً موقع مسؤول ملحق «صحافة العالم» الأسبوعي في جريدة الحياة.

## خلفيته
تلقّى عيتاني علومه الثانوية في مدرسة رمل الظريف في بيروت والجامعية في لينينغراد (بطرسبورغ)، الاتحاد السوفييتي سابقاً.
ينحدر من خلفية ماركسية ورثها عن والده الكاتب محمد عيتاني، لكنه بعد سقوط الاتحاد السوفييتي وبعد عجز اليسار عن شرح أسباب الأزمة، بالإضافة للأزمة التي كانت تعصف بالحزب الشيوعي اللبناني بعد الحرب الأهلية في لبنان، اندفع عيتاني في اتجاهات عديدة، فتعرف إلى ياسين الحافظ واطلع على التجارب الماركسية المخاصمة للمركزية السوفييتية، كمدرسة فرانكفورت في ألمانيا، كما قرأ الكثير من الإسلاميات وتحول نحو «فكر -ماركسي أو غير ماركسي- معني بالأسئلة والنقد، لا باليقينيات».

## عمله
عمل عيتاني في جريدة السفير منذ 1995، ومعلقاً سياسياً وكاتب افتتاحية منذ تموز 2007. انتقل إلى الحياة اللندنية عام 2009، مسؤولاً عن صفحة الرأي وكاتب أعمدة شبه يومية.
يعتبر عيتاني من الصحافيين اللبنانيين المعادين للنظام السوري ومنظومة الممانعة الإيرانية وحلفائها في لبنان، وتحديداً حزب الله خصوصأً في تجربته السياسية بعد 7 آيار، كما كتب الكثير من المقالات المهمة في تأييد وشرح ونقد الثورة السورية التي انطلقت عام 2011.
يرفض عيتاني المناهج الفكرية الجاهزة أو تلك القائمة على التجريد المعرفي، كالماركسية وما بعد البنيوية، ويرى أن الأمور باتت تتجاوز ثنائية السلطة-المعرفة كما يعرّفها ميشيل فوكو ومن بعده إدوارد سعيد، فهذه لا تحيط بالواقع وغير قادرة على شرحه تماماً، وهي عاجزة عن التقاط ظواهر مشرقية بامتياز كالطائفة وحركة الريف وعلاقته بالمدن. كما يعتبر أحد الناقدين لمدرسة ما بعد الاستعمار ومؤسسها إدوارد سعيد ويعتبر أن من غير المقبول إلقاء جميع أخطاء وعثرات العرب على الإمبريالية والماضي الاستعماري.
صدر له عن دار الساقي هويات كثيرة وحيرة واحدة: سيرة لبنانية (2007) وهو كتاب عن سيرته الذاتية في خضمّ لبنان الطوائف والقوميات والعقائد المتناحرة، وفيه حاول القول إن اللبنانيين جميعاً يأتون من خلفيات مركبة دينياً وثقافياً وطبقياً، وإن إدارة هذا التركيب والتعقيد والسماح للهوية اللبنانية "بالتطور السلمي" لتصبح هوية المواطن وليس هوية العضو في طائفة، هما المخرج من دائرة العنف اللبنانية".
وعن دار الساقي أيضاً صدر له (2011) الفتوحات العربية في روايات المغلوبين، وحاول فيه تأريخ نظرة السكان الأصليين الذين تم دمجهم في الدول العربية/الإسلامية التي نشأت بعيد الفتوحات، كالمصريين والسوريين والفرس والصينيين والقوط والبربر، وبالاعتماد على النصوص القديمة التي كتبها مثقفو هذه السكان إبان الفتوحات العربية.
مؤسس في مجلة كلمن الثقافية الفصلية ويكتب فيها بشكل دوري.

## وصلات خارجية
صفحة حسام عيتاني في جريدة «الحياة»
مقالاته في «السفير»
مدونة حسام عيتاني على الإنترنت